# Justo Antonio de Olaguíbel

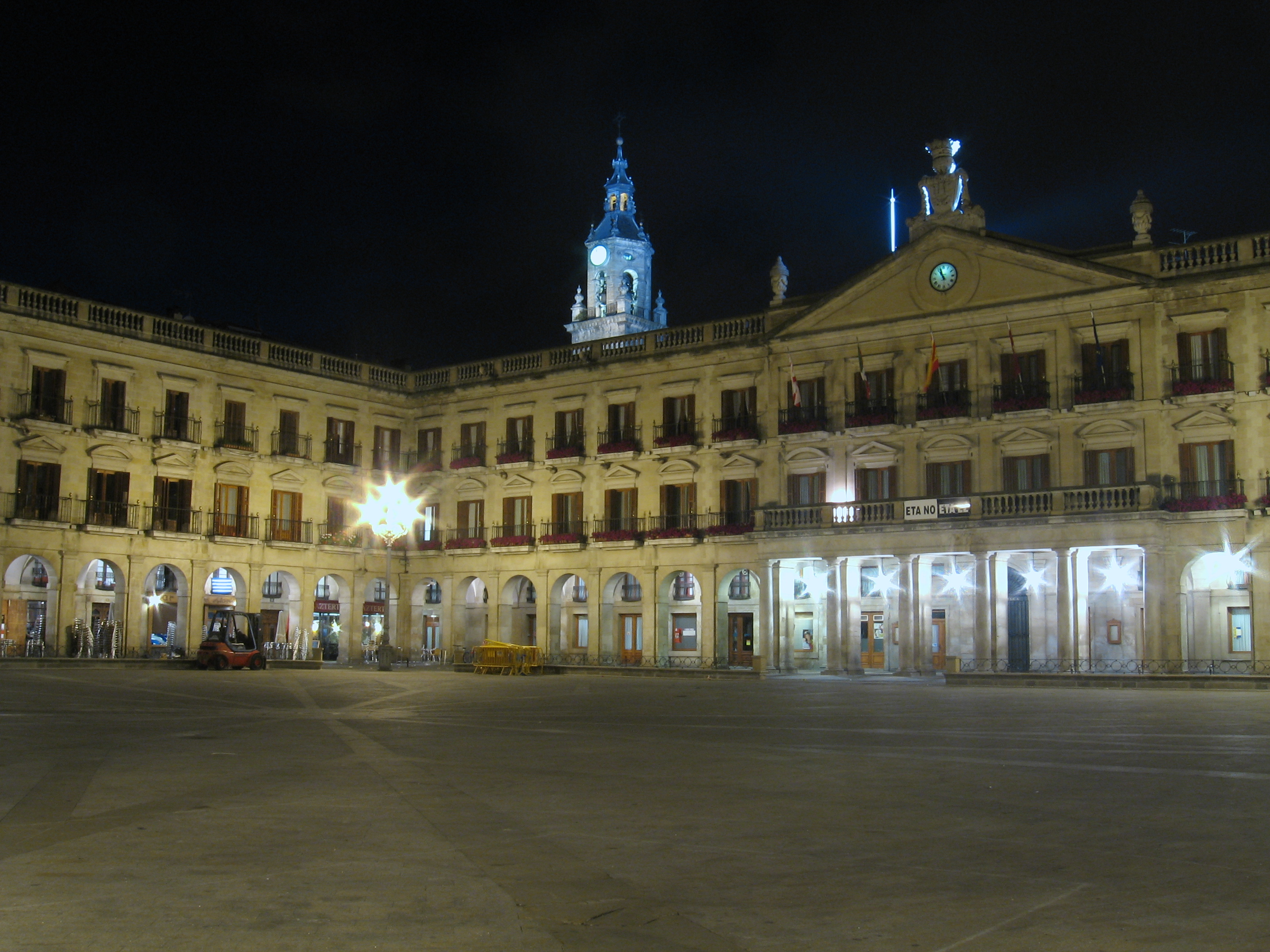
Plaza Nueva ou de España, Vitoria.

Justo Antonio de Olaguíbel Quintana (né à Vitoria-Gasteiz le 7 août 1752 et mort le 11 février 1818) est un architecte espagnol.

## Biographie
Fils d'une famille de constructeurs, il a suivi des études à l'Académie royale des beaux-arts de San Fernando (Real Academia de San Fernando en castillan) entre 1779 et 1781 à Madrid dans une atmosphère dominée par le néoclassicisme. Juste après être retourné à Vitoria on l'a chargé de construire la Plaza Nueva, œuvre qui a constitué un point de repère dans l'architecture de la ville et le point de départ de sa croissance urbaine. La Place devait être plus grande que celle de Madrid et celle de Salamanque, bien qu'elle n'ait finalement pas atteint une telle dimension, et devait faciliter le développement du commerce dans son environnement, avec des zones de charge, une nouvelle mairie et dépasser l'inégalité du vieux quartier, qui a été résolu avec Los Arquillos, une promenade qui a permis l'union de la ville médiévale avec la moderne. La nouvelle œuvre, dont la construction a duré dix ans, a été la solution de l'ensanche de la ville.
Outre ses activités à Vitoria, Olaguíbel a travaillé dans la province d'Alava à la Casa du Santo d'Armentia et la Tour de l'église d'Arriaga, celle de l'église de Matauco, l'église de San Andres à Elciego et la reconstruction du Couvent de la Purísima Concepción de Mondragón.

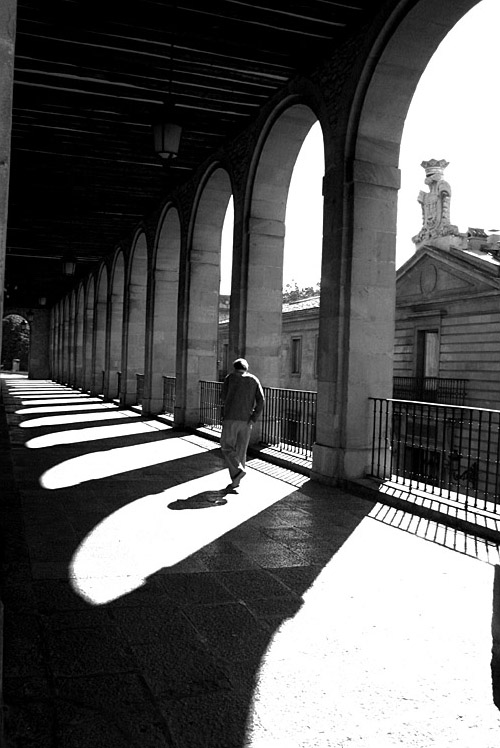
Vue de la place sous les arcades